# Васисуалий Лоханкин
Васисуа́лий Андреевич Лоха́нкин — персонаж романа Ильи Ильфа и Евгения Петрова «Золотой телёнок». Герой, появляющийся в трёх главах произведения, много размышляет о судьбах русской интеллигенции; после ухода жены Варвары начинает изъясняться пятистопным ямбом.
Образ Васисуалия был неоднозначно воспринят в литературном сообществе и вызвал полемику среди критиков от 1930-х до 1970-х годов.

## Внешность и характер
Васисуалий — персонаж, который мог бы служить превосходным «наглядным пособием» для того, кто стремится постичь секреты школы смеха — не начальной, конечно, и не средней, а высшей.
Имя и фамилия персонажа впервые появились в «Необыкновенных историях жителей города Колоколамска», написанных Ильфом и Петровым в 1928 году. В них герой одной из новелл — гробовщик Васисуалий Лоханкин, двигаясь по Малой Бывшей улице, рассказывает всем согражданам о грядущем потопе и конце света. Из этого же произведения на страницы «Золотого телёнка» переместилось и название коммунальной квартиры, в которой проживает Васисуалий, — «Воронья слободка».
О внешности Лоханкина авторы романа упоминают коротко: это мужчина с крупными ноздрями и фараонской бородкой. По замечанию литературоведа Юрия Щеглова, в 1920-х годах «стилизованная заострённая или в виде бруска бородка» была атрибутом «старорежимных интеллигентов»; образ господина, который сохранил в себе черты дореволюционного времени, считался завершённым, если к нему добавлялись пенсне и портфель. Знакомство с персонажем начинается в тот момент, когда он, лёжа на диване, объявляет голодовку в знак протеста против ухода жены Варвары к инженеру Птибурдукову. Здесь, по мнению исследователей, обнаруживается перекличка как с реальными событиями (об отказе от приёма пищи ответственных работников, лишившихся должностей, рассказывалось в одном из фельетонов «Правды» в 1929 году), так и с литературными «историями» (стихотворение Саши Чёрного «Интеллигент» начинается строчками «Повернувшись спиной к обманувшей надежде / И беспомощно свесив усталый язык…»).
Варвара реагирует на голодовку мужа фразами о том, что Васисуалий — «подлый собственник, крепостник»; в её репликах просматривается популярный в ту пору взгляд на семью как на «устарелый, реакционный институт», в котором необходимо изживать ревность и иные «буржуазные условности». Авторская ирония по отношению к этой ситуации связана с тем, что голодающий Лоханкин — притворщик: ночью он втайне от жены опустошает буфет с хранящимися там консервами и борщом.

«Васисуалий Лоханкин, голодая, потрясает жену своей жертвенностью, но неожиданно она застает его тайком пожирающего холодный борщ с мясом; он непрерывно думает о судьбах русской интеллигенции, к каковой причисляет себя, но систематически забывает тушить свет в местах общего пользования… Читая эти сцены, видишь, сколько забавных столкновений и неожиданностей в „ильфо-петровском юморе“, как парадоксально смешиваются здесь высокое и низкое, претензия на трагедию, разрешающаяся столь комически».

## Пятистопный ямб Васисуалия Лоханкина
Уход Варвары неожиданно выявляет в Васисуалии склонность к декламации: он начинает изъясняться пятистопным ямбом. Подобное речевое переключение является, по утверждению исследователей, «едва ли не уникальным случаем в русской литературе», особенно если учесть, что Лоханкин не цитирует чужие строки, а спонтанно создаёт собственные тексты. В них присутствуют элементы драмы и поэзии XIX столетия — в частности, заметна пародийная отсылка к произведениям Александра Сергеевича Пушкина, Алексея Константиновича Толстого, Льва Александровича Мея и других авторов. Всего, по подсчётам исследователей, на страницах романа Лоханкиным произнесено около тридцати коротких белых стихов.

| Так вот к кому ты от меня уходишь! → Уйди, уйди, тебя я ненавижу… → Не инженер ты — хам, мерзавец, сволочь, / ползучий гад и сутенёр притом! → Я обладать хочу тобой, Варвара! → Он, он, жену укравший у меня! → |  | Так вот зачем тринадцать лет мне сряду… («Песнь о вещем Олеге») Змея, змея! недаром я дрожал. («Борис Годунов») Мошенник, негодяй, бездельник, плут, дурак! («Сирано де Бержерак») Садися здесь и выслушай, Бомелий! («Царская невеста») Вот он, злодей! — раздался общий вопль. («Борис Годунов») |
— Юрий Щеглов

## Литературная перекличка
Для Васисуалия расставание с женой драматично ещё и потому, что сам он нигде не работает: «С уходом Варвары исчезла бы материальная база, на которой покоилось благополучие достойнейшего представителя мыслящего человечества». Подобная тема — «мнимый гений, живущий за счёт близких» — развивается во многих произведениях; исследователи обнаруживают определённую близость Лоханкина и Фомы Опискина из повести Достоевского «Село Степанчиково и его обитатели»; в этот же ряд входят профессор Серебряков из чеховского «Дяди Вани» и Подсекальников из пьесы Эрдмана «Самоубийца». Свидетельством «литературного родства» героя «Золотого телёнка» и одного из персонажей романа Достоевского «Бесы» является их «претензия на особую чувствительность», которая проявляется в угрозах: «Уйду пешком, чтоб кончить жизнь у купца гувернёром» (Степан Верховенский) — «Уйду я прочь и прокляну притом» (Васисуалий Лоханкин).
По мнению Якова Лурье, образ Лоханкина близок и персонажам русской литературы первой трети XX века — в частности, героям романа Ильи Эренбурга «Хулио Хуренито» Алексею Спиридоновичу Тишину и повести Михаила Зощенко Мишелю Синягину. Тишин, как и Васисуалий, ничем не занимается; при заполнении анкет в гостиницах он в графе «профессия» указывает «интеллигент». Лоханкин, размышляя о судьбах русской интеллигенции, считает необязательным акцентировать своё внимание на таких «мелочах быта», как невыключенная лампочка; Тишин переживает по схожему поводу: «Разве можно читать Ницше и Шопенгауэра, когда младенец пищит рядом?» После порки, устроенной герою «Золотого телёнка» жильцами «Вороньей слободки» за непотушенный свет, он смиренно признаёт, что «может быть, именно в этом великая сермяжная правда»; в свою очередь, персонаж романа Эренбурга испытывает пиетет перед «сермяжной Русью». Зощенковский Синягин, как и Лоханкин, не ходит на службу и живёт в коммунальной квартире; он любит мечтательно бродить по улицам, наблюдать за облаками и бормотать стихи; у него есть «вкус и тонкое чутьё ко всему красивому и изящному»:

«Единственное, пожалуй, отличие Васисуалия Лоханкина от Мишеля Синягина заключается в том, что Мишель просто пассивен, между тем как Васисуалий возводит свою страдательную роль в принцип. Это человек, усматривающий необходимость и глубокий смысл во всём, что с ним происходит. „Бунт индивидуальности“, который учиняет в романе Лоханкин, сводится к голодовке из-за ухода жены к другому и заканчивается полной капитуляцией: „А может быть, так надо, — может быть, это искупление, и я выйду из него очищенным?“»

## Полемика вокруг образа Васисуалия Лоханкина
Образ Лоханкина не только вызвал весьма бурную литературную дискуссию, но и стал поводом к созданию версии о «социальном заказе», выполненном Ильфом и Петровым с помощью этого персонажа. Так, вдова поэта Осипа Мандельштама — Надежда Яковлевна — в книге воспоминаний, вышедшей в свет в 1970 году, писала, что в послереволюционном советском обществе к представителям интеллигенции были применимы эпитеты «мягкотелый, хилый»; отдельным писателям была дана идеологическая установка «подвергнуть их осмеянию». Это задание, по словам автора мемуаров, успешно выполнили создатели «Золотого телёнка», «поселившие „мягкотелых“ в „Воронью слободку“».
Немало внимания уделил образу Васисуалия и литературовед Аркадий Белинков, который в своей работе «Сдача и гибель советского интеллигента», с одной стороны, признал «наличие громадного количества Лоханкиных в истории русской общественности», с другой — противопоставил персонажу «Золотого телёнка» таких представителей интеллигенции, как Анна Ахматова, Марина Цветаева, Борис Пастернак, Осип Мандельштам, которые были «сложнее и разнообразней, чем тот, которого столь метко изобразили Ильф и Петров».
В ответ на претензии критиков, включившихся в обсуждение образа Лоханкина, литературовед Яков Лурье заметил, что карикатурный персонаж Васисуалий мало подходит на роль представителя русской интеллигенции. По словам Лурье, гораздо больше шансов считаться выразителями взглядов этой общественной группы имеют два других героя: бывший присяжный поверенный Михаил Александрович Старохамский, получающий в сумасшедшем доме возможность говорить то, что думает, а также великий комбинатор.

«Странным образом критики, обидевшиеся за Лоханкина и не заметившие Кая Юлия Старохамского, не увидели, что в „Золотом телёнке“ действительно есть интересовавший их герой — интеллигент-одиночка и индивидуалист, критически относящийся к окружающему его миру. Это Остап Ибрагимович Бендер, главный герой романа… „Бунт индивидуальности“ Остапа Бендера несравненно серьёзнее мнимого „бунта“ Васисуалия Лоханкина — фигуры эти не только не сходны, но полярно противоположны».

## Экранизации
Как вспоминал режиссёр Георгий Данелия, в студенческие годы он вместе с однокурсником Шухратом Аббасовым решил снять для курсовой работы эпизод из «Золотого телёнка», повествующий об уходе Варвары Лоханкиной от мужа. На главные роли были приглашены студенты Галина Волчек и Евгений Евстигнеев, согласившиеся работать бесплатно. Начинающие режиссёры получили 600 метров плёнки на двоих, написали сценарий; декорации были сделаны ими в одном из помещений «Мосфильма» из подручных материалов.
Несмотря на тщательно рассчитанный хронометраж и строго оговорённое количество дублей, плёнка закончилась прямо во время ключевой реплики Лоханкина-Евстигнеева. Данелия и Аббасов решили, что их кинематографический дебют не удался, однако зрители тепло приняли работу, а Михаил Ромм назвал «загубленную» сцену интересной авторской импровизацией.
В фильме Михаила Швейцера «Золотой телёнок» (1968) роль Васисуалия Лоханкина исполнил актёр Анатолий Папанов, а Варвары — актриса Елена Королёва, однако в итоговую версию картины эпизод с их участием не попал. Как сообщают издатели книги «Холодное лето», составленной из интервью Папанова и публикаций об актёре, фрагмент был вырезан во время монтажа ленты.
В телесериале Ульяны Шилкиной (2006) Васисуалия сыграл Михаил Ефремов.